# Pachyagrotis
Pachyagrotis is een geslacht van vlinders van de familie Uilen (Noctuidae), uit de onderfamilie Noctuinae.

## Soorten
- P. ankarensis Rebel, 1933
- P. benigna Corti, 1926
- P. flagrans Püngeler, 1925
- P. libanotica Corti & Draudt, 1933
- P. tischendorfi Püngeler, 1925
- P. wichgrafi Corti & Draudt, 1933